# Vântul (Coșbuc)
Vântul  este o poezie scrisă de George Coșbuc, publicată în 1893 în volumul Balade și idile.